# Al-Hadher (nahija)
Nahija Al-Hadher (ar. ناحية الحاضر) je nahija u okrugu Jabal Sam'an, u sirijskoj pokrajini Alep. Površina nahije je 131,33 km2. Po popisu iz 2004. (prije rata), nahija je imala 20.834 stanovnika. Administrativno sjedište je u naselju Al-Hadher.